# Super Dimension Century Orguss
Super Dimension Century Orguss (яп. 時空世紀オーガス, Тё:дзику: Сэйки О:гасу) — аниме-сериал в жанре «меха», вышедший в 1983—1984 годах. В 1993—1995 годах был снят сиквел сериала в виде OVA Super Dimension Century Orguss 02 (яп. 時空世紀オーガス０２, Тё:дзику: Сэйки О:гасу 02), описывающей события после прошедших двухсот лет. В мире, в котором соседствуют образ жизни XIX века и мощные гигантские пилотируемые роботы, начинается война между двумя государствами с совершенно различными языками и культурами.

## Сюжет

### Super Dimension Century Orguss
2062 год. В мире идет война. Две сверхдержавы ведут кровопролитные сражения за контроль над космическим лифтом. Одна из сторон решает воспользоваться пространственно-временной вибрирующей бомбой — самым разрушительным оружием созданным человеком — в надежде, что это положит конец войне. Во время проведения операции, закончившейся провалом, Кэй Кацураги, один из пилотов, отправленных на это задание, решает разминировать бомбу, но терпит неудачу, в результате чего происходит взрыв, который приводит к колоссальным изменениям Земли. Оказавшийся в самом эпицентре взрыва, Кэй каким-то образом переносится на 20 лет в будущее новой Земли. Но и здесь, в будущем, как оказалось, не все так хорошо. Кэй, которого некоторые считают избранным, оказывается вовлечен в новый конфликт, итог которого может решить судьбу всего мира.

### Orguss 02
Годы политического противостояния и недоверия двух соперничающих империй Зафрана и Ревиллии вызывают эскалацию насилия вплоть до объявления войны. Для победы обе нации решают использовать Дециматоров, роботов из древних времён, из-за которых чуть было не наступил конец света двести лет назад.
За это время происходит политический крах двух противоборствующих государств и появления на их месте нового тирана. Решающей силой для него должен стать робот невероятных размеров. Только отчаянный план юного кадета Лин и прекрасной девушки Натарумы может изменить историю двухсотлетней давности, дав шанс человечеству выжить.

## Персонажи

### Super Dimension Century Orguss
- Кэй Кацураги -
- Мимси Лааз -

### Orguss 02
- Лин — главный персонаж, чудом выживший после нападения на него вражеских роботов, ради денег становится не пилотом робота, а тайным агентом. Оказавшись в другой стране он сталкивается с девушкой и с таинственными существами, обладающими великой силой.
- Манинг — один из главных персонажей, пилот Дециматоров, появляющийся в первой серии сериала, первоначально оставляет у других персонажей представление о себе, как о вояке, которого в этой жизни интересуют только деньги. В последующем сюжете Манинг проявляет себя как патриот Ревиллии и тайный воплотитель интриг наследника трона принца Бериота.
- Сиблей — сын королевы Миран и второй сын императора Митека, наследный принц Ревиллии. В пятой серии Кирачи признается, что Сиблей его сын. Заговор Кирачи и Миран против престарелого императора был направлен на возведение на престол их сына, в обход принца Бериота. В пятой серии был отравлен Бериотом.
- Кирачи — первый министр императора Митек, своей карьерой во многом обязан королеве Миран, фаворитом которой он являлся долгие годы. Участвует в убийстве императора и возведении на престол Сиблея, в обход принца Бериота. Непосредственный инициатор войны с Зафраном, которую начал из-за собственных амбиций и слепой веры в непобедимость Дециматоров Ревиллии.
- Миран — королева Ревиллии, жена императора Митека и любовница Кирачи.
- Митек — император Ревиллии, отравлен своей женой королевой Миран. Имел сына Бериота.
- Натарума — один из главных персонажей, полукровка от расы емаанцев (Емаан — самоназвание их версии планеты Земля) с параллельной Земли, людей с нашей Земли (Чилам — так в сериале от 1983 называется наша Земля) и людей с ещё одной альтернативной Земли на которой происходят текущие события. Отличительной чертой расы емаанцев является наличие двух длинных тонких щупалец находящихся на голове, которые могут быть использованы как для общения, так и для выполнения каких-либо работ. За некоторое время до начала текущих событий в результате взрыва пространственно-временной бомбы произошло объединения нескольких вселенных (нашей и 5 параллельных вселенных в сериале от 1983. В сиквеле показаны только четыре вселенные). 200 лет назад при попытке возвращения вселенных в их первоначальное состояние в результате ошибки, предок Натарумы осталась среди людей другой Земли. На ней предок Натарумы вырастила дочь, которая обладает невероятными пси-способностями (телепатия, психокинез, предвидение). На этой Земле достаточно много людей имеющих пси-способности, которых называют искателями. В ходе войны между Ревиллией и Зафраном преследовалась армиями и первых и вторых. После спасения её и Лин странным стариком, транспортным средством которого был необычный Дециматор-трансформер, узнала о своем истинном происхождении.
- Бериот — наследный принц Ревиллии, отстранённый от престола мачехой-королевой Миран и первым министром Кирачи. Бериот 7 лет притворялся больным, что бы избежать козней королевы, но, однажды, в своем саду он нашёл необычного Дециматора, который значительно повлиял на планы принца.
- Аккамассу — генерал армии Ревиллии.